# Allindemagle Sogn
Allindemagle Sogn ist eine ehemalige Kirchspielsgemeinde (dän.: Sogn) auf der dänischen Insel Seeland.
Bis 1970 gehörte sie zur Harde Ringsted Herred im damaligen Sorø Amt, danach zur Ringsted Kommune im Vestsjællands Amt, die wiederum im Zuge der Kommunalreform zum 1. Januar 2007 unverändert zur Region Sjælland zugeordnet wurde.
Am 1. Oktober 2020 lebten im Kirchspiel 265 Einwohner, die „Allindemagle Kirke“ lag auf dem Gebiet der Gemeinde.
Nachbargemeinden waren im Osten Haraldsted Sogn, im Südwesten Bringstrup Sogn und Gyrstinge Sogn, sowie auf dem Gebiet der Holbæk Kommune im Norden Store Tåstrup Sogn. Allindemagle Sogn und Haraldsted Sogn wurden am 29. November 2020 zum Allindemagle-Haraldsted Sogn zusammengelegt. Diese Zusammenlegung bezieht sich  nur auf die kirchlichen Belange. In ihrer Eigenschaft als Matrikelsogne, also als Grundbuchbezirke der Katasterbehörde Geodatastyrelsen, wirken sich seit Abschaffung der Hardenstruktur 1970 solche Änderungen nicht mehr aus.